# إبراهيم اليوسف الركابي
إبراهيم آل يوسف الركابي هو شيخ قبلي عراقي من رؤساء بني ركاب، ولد سنة 1889، وتوفي سنة 1969.
شارك في ثورة العشرين ضد الاحتلال البريطاني للعراق.
شغل عضوية مجلس النواب العراقي في دورته الحادية عشر (1947-1948) وفي دورته الثالثة عشر (1953-1954) عن لواء المنتفق.